# Dystopia
Dystopia er en fantasy-roman af Dennis Jürgensen fra 1989. Der udkom en revideret udgave i 2008. Bogen er blevet kaldt "et mønstereksempel på dansk fantasy".

## Handling
Bogens hovedpersoner er drengen Karano og pigen Cirena, som af guden Dalixam sendes til Dystopia fordi de har misbrugt chancen for at skabe fred i deres egen verden, Tarakinien. Formålet er at få de to til at bilægge deres indbyrdes stridigheder for at bekæmpe Ondskaben, der har taget manifest form, samtidig med at hjælpe Dystopia, der er i fare for at ødelægge sig selv.